# Виа-Мала
Виа-Мала (нем. Viamala; романш. Veia mala — «Плохая дорога») — название узкого моста между долинами Шамс и Домлег швейцарского кантона Граубюнден, по которому течет Задний Рейн.
Одно из самых больших скалистых ущелий в Альпах. По обеим сторонам глубокого и узкого ущелья, по дну которого течёт бурная река, возвышаются почти отвесно скалы вышиной в 400—500 м. Старая римская дорога, следы которой местами до сих пор сохранились, служившая в средние века дорогой для торговых сношений, называлась «хорошей дорогой», а ущелье, часто засыпаемое лавинами и обвалами, — «плохой дорогой».
В 1740 году здесь была проложена дорога для пешеходов. Нынешняя почтовая дорога, обустроенная в 1822—1831 годах позади Тузиса, проходит через Ноллу и возле развалин замка, находящихся у самого входа в Виа-Малу, идёт по узкому и мрачному ущелью, пересекая трижды бурливую реку, текущую по дну ущелья, и кончается возле третьего моста (на высоте 855 м над уровнем моря), за которым открывается красивая долина Шамс. Из Шамса дорога идет по дикому, красивому ущелью Рофна, или Рофла, к верхней долине Нижнего Рейна, к Рейнвальду, и возле деревни Шплюген разделяется на две дороги: Шплюгенскую и Бернгардинскую. Длина дороги от Тузиса до Шплюгена равна 26 км.